# Јован Шурдиловић
Јован Шурдиловић (Ниш, 1938 — 2024, Ниш) нишки је мајстор фотографије, савременик многих догађаја у Нишу које је сачувао на својим фотографијама. По вокацији историчар, фотографијом се бави од гимназијских дана. Својим апаратом са јасно изграђеним стилом и фотографском вештином, Јован је бележио више од 50 година све важније догађаје у Нишу и широм Србије и Балкана. До данас, имао је неколико колективних и самосталних изложби уметничких фотографија. За своје успешно бављење фотографијом добијао је бројне награде и признања, од којих је најзначајнија Награда град Ниша „11. јануар”. Живео је и стварао у Нишу, у коме је и преминуо у 86. години живота након краче и тешке болести.

## Живот и дело
Рођен је у Нишу у познатој и поштованој нишкој породици Шурдиловић, заједно са још двоје браће. Дружење са фотоапаратом почео је као ученик Прве нишке гимназије где је био активни члан фото кино клуба, или како Јован то каже:
Свратио сам да видим шта има тамо, заљубио се у фотографију на први поглед и та љубав траје дуже од четири деценије.
Прву фотографију објавио је 1959. године на насловној страни Народних новина, чиме је започео плодну каријеру фоторепортера.
Популарни „Шурда”, како га зову и обраћају му се нишлије, завршио је основна школу „Учитељ Таса“, гимназију „Стеван Сремац“ и студије историје и географије у Нишу.
Сарађивао је са бројним часописима и листовима, укључујући Вечерње новости, Политику, Филмске новости, Дугу и Народне новине. Јено време био је уредник фотографије у Нишком веснику.
Осам година је радио са децом у Пионирском дому у Нишу, а онда прешао у Завод за заштиту споменика културе у Нишу, одакле је 2005. године отишао у заслужену пензију.
Сликао је познате личности и обичне људе на улицама Ниша. У његов фото-објектив „стали су”: сви глумци нишких филмских сусрета (укључујући и филмске диве Итау Рину, Елизабет Тејлор и њеног супруга Ричард Бартон), краљ фудбала Пеле, светски пијаниста Свјатислав Рихтер, легендарни совјетски голман Лав Јашин.
Овековечио је на својим фотографијама и развој града, рушење и изградњу, сечу топола у Улици Петог конгреса, данас Пашићевој, прекопавање трга испред хотела „Амбасадор”, скидање калдрме у главној улици, уклањање паркинг сатова, изградњу подземних тржних центара, мостова на Нишави и још много много тога. Иако је историчар по професији, филм и фотографија су му посебне љубав. Спојио их је са историјом, и тако на својим фотографијама и филму чува историју многих догађаја у Нишу. А то је радио, како сам каже, јер...
Имам љубав према граду и оно што сам направио, то је из љубави према граду знајући да ценим и да волим град у ком сам рођен.
Хроничар Филмских сусрета у Нишу
Јован Шурдиловић је од оснивања Филмских сусрета у Нишу 1966. године, постао њихов хроничар и једини фотограф који је до 2016. године фотографисао све Филмске сусрете у Нишу.
Фотографисао је на стотине глумаца, међу којима на његовим фотографијама посебно место заузимају Елизабете Тејлор и Ричарда Бартона. Али нису само они, мада су ипак они највеће звезде Јованових слика.
На пола века фестивала (2015) Јован каже да ће наставити да слика овај културни догађај у Нишу све док год буде жив и док год буде могао да држи фотоапарат.
Крфу са љубављу
Јова Шурдиловић је као највероватније један од већине у Србији који у свом срцу носе сећање на острво Крф и епопеју српске војске након албанске голготе у Великом рату која се окончала доласком на ово „острво смрти”.
Ово острво у свом циклусу слика Острво смрти и живота-Крфу са љубављу Јован Шурдиловић је овековечио објективом свог фотоапарата. На тим сликама он је за будућа поколења сачувао начин живота ове острвске вароши и сву истину и суровост њене пролазности.
Посебан печат свим приказаним садржајима даје православна хришћанска култура, са монументалним грађевинама међу којима на Јовановим сликама доминира храм Св. Спиридона заштитника крфа.
Али на сликам из овог циклуса Шурдиловић нам пре свега прича причу о сакрификацији ове највеће гробнице српског народа на Медитерану, не пропуштајући прилику да забележи земљиште на коме су сахрањени борци Дринске дивизије.
Дајући садржајима старог и новог, традиционалног и модерног, хришћанског и паганског, живота и смрти, извесну ванвременост (Шурдиловићеве), фотографије су и својеврсни исечци из реалности у којој, како вели песник, „разлике свих времена ћуте”.
Овим циклусом фотографија, Јован Шурдиловић код посматрача његових дела не ствара само визуелни доживљај о прошлим временима, већ у његовој психи покреће жељу да крене у сопствену авантуру и открије све тајне острва Крф повезане са славном српском историјом из периода Великог рата, и ода почаст својим прецима бацањем букета цвећа у „плаву гробницу”.

## Изложбе
- 2012. — Ниш, Од касабе до велеграда, Европски кутак у Обреновићевој улици.[7]
- 2015. — Ниш, Крфу са љубављу, Галерија СЛУ Ниш павиљон у Тврђави.[6]

## Награде и признања
- Награда „Рака Рубен“.
- Златна значка Културно-просветне заједнице Србије,
- Награда „Учитељ Таса“ КПЗ Ниш,
- Награда „Радомир Станић“ Друштва конзерватора Србије,
- Златна значка Југословенских хорских свечаности.
- Награда града Ниша „11. јануар” за 2007.